# Yvette Cauchois
Yvette Cauchois (Francueil, 19 maggio 1908 – Vernou-sur-Brenne, 19 novembre 1999) è stata una fisica e chimica francese, professoressa all'università Paris-VI, conosciuta per i suoi lavori sulla spettroscopia e sull'ottica.

## Biografia

### Formazione
Yvette Cauchois ha completato la sua istruzione secondaria a Parigi, poi ha continuato i suoi studi superiori alla facoltà di scienze dell'università di Parigi. Ha ottenuto la laurea in scienze fisiche nel luglio del 1928.

### Carriera accademica
Giovane laureata, Cauchois  si unisce al laboratorio di  Jean Perrin. Qui lavora ad un diploma di studi superiori sulla fluorescenza delle soluzioni, che ottiene nel 1930. Si dedica poi alla spettroscopia dei raggi X, sempre sotto la direzione di Jean Perrin. Apprendista di ricerca presso la Cassa nazionale delle scienze dal 1932 al 1933, ottiene nel luglio del 1933, a soli 24 anni, il dottorato in sicenze fisiche alla facoltà di scienze dell'università di Parigi. La sua tesi si intitola: "Estensioni della spettroscopia dei raggi X. Spettrografo a focalizzazione a cristallo curvato: spettro d'emissione X dei gas".
Diventa poi addetta alla ricerca per la Cassa Nazionale delle Scienze e nel 1935 della Cassa Nazionale della ricerca scientifica; nel 1937 è promossa maître de recherche per la Cassa e dal 1939 per il Centro nazionale della ricerca scientifica . Comincia parallelamente una carriera alla facoltà di scienze di Parigi, venendo nominata direttrice dei lavori al laboratori di chimica fisica il 1 gennaio 1938. Le viene anche assegnato un corso complementare sui raggi X nel 1942.  Nel 1945 lascia il Centro nazionale della ricerca scientifica pe essere nominata maître de conférences di chimica fisica. Ottiene il titolo di professoressa senza cattedra il 1 gennaio 1948, per essere poi nominata titolare nel 1951, a titolo personale; infine, al ritiro di Edmond Bauer nel 1954 diventa professoressa titolare della cattedra di chimica fisica, prendendo anche la direzione del laboratorio. Con lo scioglimento dell'Università di Parigi, Cauchois entra a far parte dell'Università Paris VI. Ritiratasi dall'insegnamento nel 1978, resta professoressa emerita fino al 1983.

### Lavori scientifici
Tra il 1934 e il 1935, Yvette Cauchois realizza delle osservazioni sullo spettro L d'emissione del platino, del mercurio e del tungsteno, e sullo spettro K del rame. Inoltre inventa un nuovo tipo di spettrografo a cristallo curvato, al quale successivamente sarà dato il suo nome. Questo strumento rinnoverà la tecnica scientifica applicata alla spettrografia e all'ottica dei raggi X.
Nell'ottobre 1936, Yvette Cauchois riceve il premio Girbal-Baral dalla fondazione omonima. Nel 1939 riceve il premio Henry de Jouvenel, destinato ad onorare i collaboratori scientifici per le loro attività disinteressate.Yvette Cauchois realizza anche delle ricerche sul polonio in collaborazione con Horia Hulubei e Sonia Cotelle. Diventa poi la seconda donna dopo Marie Curie a presiedere la Società francese di chimica fisica.
Yvette Cauchois muore a Parigi nel 1999 per una bronchite contratta durante un viaggio in Romania, nel monastero di Bârsana, nel quale viene sepolta.

## Premi e riconoscimenti

### Premi
- Premio Louis-Ancel, 1933
- Premio Henri Becquerel, 1935
- Premio della Fondazione Girbal-Baral, 1936
- Premio Henry de Jouvenel, 1938
- Premio Jérôme Ponti, 1942
- Premio Triossi, 1946

### Riconoscimenti
- Medaglia della Società cecoslovacca di spettroscopia, 1974
- Commendatore dell'Ordine delle Palme accademiche
- Ufficiale della Legione d'onore
- Ufficiale dell'Ordine nazione al Merito
- Dottore honoris causa del l'Università di Bucarest
- Medaglia d'oro dell'università di Parigi

### Intitolazioni
Il suo nome è stato dato ad una via del nuovo quartiere universitario di Moulon à Gif-sur-Yvette. Anche una via del quartiere dello stadio Marcel Picot a Tomblaine porta il suo nome.